# Абецадло
Абеца́дло (від пол. abecadło — абетка) — проєкт руської (української) латинської абетки 1834 року, розроблений українським греко-католицьким священником Йосипом Лозинським на основі польської абетки (абецадла). Вперше опублікований у Львові 1834 року. На думку автора мусив: (1) замінити церковнословʼянську кирилицю і гражданку, поєднавши українську літературу з європейською; (2) перетворити українську (руську) мову на літературну; (3) усунути недоліки граматики й правопису. Проєкт зазнав критики з боку української галицької інтеліґенції, зокрема Йосипа Левицького і Маркіяна Шашкевича.

## Історія

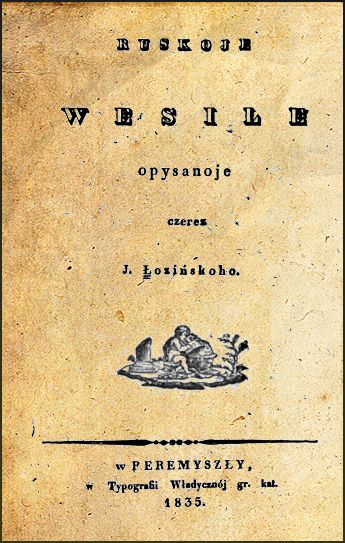
Праця «Ruskoje wesile» Лозинського, що стала презентацією його проєкту на практиці.

1834 року греко-католицький священник Йосип Лозинський виступив із пропозицією повного переведення руської (української) мови на латинську абетку, написавши польською статтю «Про впровадження польської абетки до руської писемності». Він також опрацював (в рукописі) граматику руської (української) мови та видав книгу «Ruskoje wesile» (1835). В основу своєї абетки Лозинський поклав польський правопис. На початку ХІХ ст. подібний проєкт пропонували Шлецер у своїй праці про Нестора-літописця, Й. Фольтіґ у «Словнику ілірийської, італійської та німецької мов», а кількома роками згодом Єрней Копітар та А. Пахмаєр.
Граматику Лозинського схвалив Єрней Копітар, втім ані перша її редакція, ані друга не вийшли друком. Причиною цього при першій спробі видання стало те, що Лозинський узявся за нові дослідження, натомість другу редакцію забракував львівський цензор Венедикт Левицький. Граматика Лозинського була спробою розв'язати проблему непристосованості церковнослов'янської кирилиці для нової літературної української мови, що почала розвиватися на початку 19 ст. на базі народної мови. Попри те, що деякі українські діячі підтримали цю ідею (наприклад, Іван Головацький, брат Якова Головацького), загалом вона не здобула широкого визнання. Зокрема протестували проти цього українські культурні діячі Йосип Левицький (1834), Маркіян Шашкевич (1836), Денис Зубрицький (стаття O zaprowadzeniu abecadła polskiego zamiast cirylicy do ruskiej pisowni).
Зацікавленими у прийнятті латинської абетки до руської писемності були також польські діячі. 1836 року з'явилася стаття Луціяна Семенського «Крайова література» (Literatura krajowa), в якій автор став на захист ідеї Лозинського.
Проєкт Лозинського отримав назву «абецадло» (від польського abecadło — абетка), а суперечки навколо питання впровадження української латинки — «азбучна війна». Попри невдачу в ідеї загального прийняття абетки для української мови, її продовжували іноді вживати для друкування книг українською мовою — як в Австрії, так і згодом у міжвоєнній Польщі, і навіть під час Другої світової війни. Крім того, 1852 року австрійський імператор Франц Йосиф I наказав відповідати на звернення українців українською мовою в латинській абетці Лозинського.

## Мотивація
Необхідність переходу на латинку Лозинський пов'язував із наступними чинниками:
...з прийняттям польського абецадла випливають великі користі для руського язика. Всі поляки, що живуть із русинами, розуміють а навіть говорять добре по-руськи, але мало хто захоче вчитися кирильської азбуки, аби читати руські книжки. Надто латинське письмо розширене по всім світі, так що польська азбука послужила би для розповсюдження рущини між іншими слов'янськими племенами і влегшила би науку руської мови іншоязичним народам. Уживаючи кирилиці ми, мов егоїсти, замикаємо себе в черепашиній шкаралющі перед чужими народами. Надто в способі писання живих язиків ожив би та виробив би ся найскорше також руський язик, а в скелеті мертвого язика, кирилиці, коли не замре, то щонайменше не так легко і не так скоро здужає виробитися...
...Руські букварі, друковані латинськими буквами, швидше й легше навчили би дітей читання як кирильські, а навіть улегшили би їм науку польського язика. Кирилиця повинна лишитися в сільських школах як предмет надпорядковий, обов'язковий лише для тих, яким доконче потрібна знайомість церковнослов'янського язика, пр., для таких, що намїрені йти на священиків, учителів сільських шкіл, дяків і т, і. На сих увагах опираю своє твердження, що ми, русини, в писанні повинні вживати польської, а не кирильської азбуки. Візьмемо собі за взірець поляків і чехів, що зовсім покинули давні готицькі письмена, а вподобали собі латинське письмо.

## Правопис
Проєкт Лозинського базувався, в основному, на фонетичному принципі ортографії. Однак, він також мав ряд особливостей етимологічного характеру.
Найперші з них вказано на початку книги «Ruskoje wesile» в «Uwahach dla czytajuczych»:
1. Вживається літера «е́», що вимовляється як «і» (méd, nés, rék чит. mid, nis, rik);
2. Вживається літера «о́», що вимовляється як «і» (Bóh, kóń, zlóśť, wón, stół, sposób, póznaty чит. Bih, kiń, złyśť, win, stił, sposib, piznaty);
3. Літера «ł» позначає не тільки тверде «l», але й «w» (był, łapał, dół, horiłka, opysał, perekonał чит. byw, łapaw, dyw, horiwka, opysaw, perekonaw).
Наступні риси окреслюються вже з перших речень тексту:
4. Позначення зм'якшення через асиміляцію: zlóśť, świt, świdok, świato, śpiwaje, widomóśť.
5. Після голосних «ji» не пишеться, лише «i»: twoi, swoi, moim, Ukraina, naródnyi, uroczystyi, kotryi.

## Абетка
В основу своєї абетки Лозинський поклав польський алфавіт («абецадло») та кілька чеських і словацьких літер на позначення непом'якшуваних у польській мові приголосних: Ďď, R̕ r̕, Ťť.
| Літера | Кирилиця                              | Приклад |
| ------ | ------------------------------------- | --- |
| A a    | а                                     | |
| B b    | б                                     | Bóh — Біг (Бог)                                                                                                   |
| C c    | ц                                     | |
| Ć ć    | ць                                    | |
| Ch ch  | х                                     | |
| Cz cz  | ч                                     | |
| Dd     | д                                     | méd — мід (мед)                                                                                                   |
| Ďď     | дь                                    | |
| Dz dz  | дз                                    | |
| Dź dź  | дзь                                   | |
| Dż dż  | дж                                    | |
| Ee     | е                                     | |
| Éé     | і (на місці етимологічного е)         | méd — мід (мед), nés — ніс, rék — рік (мовив)                                                                     |
| F f    | ф                                     | |
| G g    | ґ                                     | |
| H h    | г                                     | horiłka — горілка, Bóh — Біг (Бог)                                                                                |
| I i    | і / ї (після голосних)                | twoi — твої, swoi — свої                                                                                          |
| J j    | й                                     | |
| Ja ja  | я                                     | |
| Je je  | є                                     | |
| Ji ji  | ї (на початку слова і після префікса) | pojichał |
| Ju ju  | ю                                     | |
| K k    | к                                     | |
| L l    | ль                                    | |
| Ł ł    | л / в (на місці етимологічного л)     | był — бив [у значення "був"], łapał — лапав, dół — діл, horiłka — горілка, opysał — описав, perekonał — переконав |
| M m    | м                                     | méd — мід (мед)                                                                                                   |
| N n    | н                                     | |
| Ń ń    | нь                                    | |
| O o    | о                                     | |
| Ó ó    | і (на місці етимологічного о)         | Bóh — Біг (Бог), kóń — кінь, zlóśť — злість, wón — він, stół — стіл, sposób — спосіб, póznaty — пізнати           |
| P p    | п                                     | |
| R r    | р                                     | |
| R̕ r̕    | рь                                    | |
| S s    | с                                     | |
| Ś ś    | сь                                    | |
| Sz sz  | ш                                     | |
| T t    | т                                     | |
| Ť ť    | ть                                    | zlóśť — злість |
| U u    | у                                     | |
| W w    | в                                     | wón — він |
| Y y    | и                                     | |
| Z z    | з                                     | zlóśť — злість |
| Ź ź    | зь                                    | |
| Ż ż    | ж                                     | |

## Критика
1834 року Йосип Левицький і 1836 року Маркіян Шашкевич виступили із критикою проєкту Лозинського, навівши такі аргументи:
- Латиниця не має історичного підґрунтя: найдавніші українські тексти, написані латинкою, сягають лише XVII—XVIII ст.[5]. Натомість кирилицею написана практично вся українська література від XI ст.[5].
- Латиниця принесе чужу лексику і синтаксис, що стане на заваді просвіти українського народу[5].
- Латиниця не має узгодженого правопису: кожен народ читатиме українську латинку на свій лад і творитиме з українських слів нісенітниці[5].
- Латиниця недосконала: кирилиця краще передає слов'янські звуки (ж, ш, ч, ц)[5].